# Ага (приток Ривы)
А́га (латыш. Aga) — река в Латвии, правый приток Ривы.

## Описание
Протекает в исторической области Курземе, возле населённого пункта Ага.
Длина реки 9 км. Скорость течения 0,1 м/с.
Берега покрыты луговой растительностью. Впадает в Риву справа на высоте около 18 м над уровнем моря.

## Название
Река получила название из-за того, что она протекает возле населённого пункта Ага. Топоним имеет финно-угорское происхождение, придя в латышский язык из эстонского и ливского и происходя от лив. agùD — «иголки» и эст. hagu — «хворост».